# Jeitteles
Jeitteles, auch Jeiteles, war der Nachname einer seit Beginn des 17. Jahrhunderts in Prag nachweisbaren jüdischen Gelehrtenfamilie, aus der vor allem Mediziner und Schriftsteller hervorgingen.

## Wichtige Vertreter
- Alois Jeitteles (1794–1858), österreichischer Arzt, Schriftsteller und Redakteur
- Andreas Jeitteles (1799–1878), Mediziner, Schriftsteller und Politiker
- Baruch Jeitteles (1762–1813), böhmischer Rabbiner und Schriftsteller
- Ignaz Jeitteles (1783–1843), österreichischer philosophischer und schöngeistiger Schriftsteller
- Isaak Jeitteles (1814–1857), österreichischer Journalist und Schriftsteller
- Jonas Jeitteles (1735–1806), österreichischer Arzt
- Juda Jeitteles (1773–1838), österreichischer Orientalist
- Ludwig Heinrich Jeitteles (1830–1883), österreichischer Naturwissenschaftler
- Ottilie Jeitteles (1832–1921), österreichische Frauenrechtlerin, siehe Ottilie Bondy
- Richard Jeitteles (1839–1909), österreichischer Eisenbahnfachmann und Politiker
- Wilhelm Jeitteles (1866–1942), Antiquar und Verleger, siehe Wilhelm Junk